# Galdan Boshugtu Khan
Pour les articles homonymes, voir Galdan Tseren.
Galdan Boshugtu Khan (mongol : ᠭᠠᠯᠳᠠᠨ
ᠪᠣᠱᠣᠭᠲᠤ
ᠬᠠᠭᠠᠨ, cyrillique : Галдан Бошигт хаан, MNS : Galdan boshigt khaan) ou plus simplement Galdan (mongol : ᠭᠠᠯᠳᠠᠨ, cyrillique : Галдан ; chinois : 噶尔丹 ; pinyin : gáěrdān), né en 1644, mort d'un suicide au poison le 23 avril 1697, est un dzoungar (Qoshot-Oïrat), khan mongol du Khanat dzoungar, Khong Tayiji, et le 4e fils de Erdeni Batur, fondateur du Khanat dzoungar. La mère de Galdan, Yum-Agas (russe : Юм Агас-хатун), ou Amin-Dara, une Torgut,,, fille de Taisha Kho Örlög des Torguts.

## Gestion monacale
D'après les annales historiques de Gengis Khan (chinois : 成吉思汗之？史 ; pinyin : chéngjísīhàn zhī (qing?)-shǐ, (Historical Annals of Genghis Khan), il établit le système de Jisa (signifiant devoir) pour la maintenance des monastères, ce système est ensuite amélioré sous le règne de Galdan Tseren. Les règles étaient les suivantes : une école monacale (Zha-cang) se doit de posséder 500 lamas et chaque lama doit avoir deux yourtes mongoles, trois servants, des chameaux chargés, six chevaux, un étalon de pédigrée, 100 moutons, des soieries, des vêtements, des ustensiles, et des provisions. Il y en a d'abord cinq, chacune liée à un cabinet, Akba (A-ke-ba, liée à Zhou), Lamrim (Lai-ma-li-mu, liée à Qidi), Dulva (Du-er-ba, liée à Liu), ? (Dui-so-long, liée à Wen-si-zhou), ? (I-ke-hu-la-er, liée à Da-zhong), puis quatre supplémentaires ? (Yun-du-xun), ? (Shan-po-ling), ? (San-dui) et ? (Ping-chen). 10 600 familles d'employés de cabinets. Chaque jisa est alors dirigée par un zaisang, le système des Otok. Un large Akba est géré par quatre zaisangs. Les autres jisas, plus petits que les akba, étaient dirigés par un zaisang. Les territoires de cinq jisas étaient à l'ouest des actuelles Kobuksar et Tachen, le territoire des quatre supplémentaires n'a pas été précisé.

## Biographie
En 1656, il rencontre pour la première fois Lobsang Gyatso (1617 — 1682), le 5e dalaï-lama, et reste dix ans au Tibet où il étudie le bouddhisme tibétain en tant que moine, disciple du 5e dalaï-lama et du 1er panchen-lama (Lobsang Chökyi Gyaltsen, 1570–1662), responsable du monastère Tashilhunpo, par ou passaient toutes les intrigues du monde mongol.
En 1670, à la mort de son frère Sengge Khuntaij, tué par leurs demi-frères Tsetsen (цэцэн) et Tsodba Batur, il quitte la vie monastique, épouse Anu khatan (parfois appelée Ana Dara), ancienne épouse de son frère Sengge (selon la tradition mongole du levirat), et assume la fonction de khan. Il vengera plus tard la mort de son frère.
En 1678 ou 1680, il conquiert la petite Boukharie, il capture Ismail Khan et l'envoie en prison à Koulja, il nomme alors Apak Khodja (en) vice-roi, qui administre le pays depuis Yarkand.
Il conquiert ensuite Tourfan et Khamil (également appelée Koumoul), probablement après 1681, car cette région paye un tribut à l'empereur chinois en 1646, 1656, 1673 et 1681.
Lorsqu'il tenta de s'attaquer au khanat Qoshot à Kokonor (actuelle province du Qinghai), il fut arrêté par le gouvernement impérial chinois et le gouvernement tibétain. C'est alors un ami du déba (principal ministre), Sangyé Gyatso. Celui-ci fit des représentations en faveur des vassaux du dalaï-lama. En dédommagement, il lui fit décerner la qualification de boshugtu (parfois écrit bouchouktou en français) et le titre de khan. Il affermit ainsi la bonne volonté de ses voisins du Sud, Qoshots et l'ordre jaune (gelugpa, église du dalaï-lama) et peut ainsi prétendre en 1679 à sa suprématie sur tous les Mongols.
Il se décide alors à intervenir chez les Khalkhas, (en Mongolie-Extérieure) en défendant les droits de Dzasakhthou Khân et du dalaï-lama contre Thouchethou khân. Il combat et domine également les Kazakhs, il se présente favorable à l'Islam chez les Ouzbeks et obtient le soutien des Kirghiz de l'Issygh koul.
En 1679, l'empereur de Chine, félicite Buchugtu khan de son nouveau titre et lui fait remettre un sceau semblable aux vassaux Khalkha de l'Empire. Il n'en semble pas satisfait puisqu'il écrit plus tard au chef des Khortchin : « Deviendrons-nous les esclaves de ceux à qui nous avons commandé ? L'Empire est l'héritage de nos ancêtres. » Toutefois, poursuivant sa politique d'entente avec l'Empire, il envoie en 1686, ses représentants siéger à côté de ceux des Mandchous à Khouloun Bolodjir, à l'assemblée générale des Khalkha. Le galdan sirethou lama envoyé par le dalaï-lama est venu siéger au congrès, mais le khoutoukhlou Tcheptsoun Dampa, frère de Galdan et orgueilleux de son renom de sainteté auprès des riverains jeunes étudiants nobles qui enrichissent ses tribus, exige les mêmes honneurs, un siège est donc mis à chaque extrémité de la salle pour chacun d'eux. Szasakhtou (des Khalkhas) et Thouchethou parviennent à un accord sous la médiation de l'envoyé impérial Alani, président du Li Fan Yuan (le 23e jour de la 8e lune)

### Première guerre Dzoungar-Qing
(juillet 2017).
Si vous disposez d'ouvrages ou d'articles de référence ou si vous connaissez des sites web de qualité traitant du thème abordé ici, merci de compléter l'article en donnant les références utiles à sa vérifiabilité et en les liant à la section « Notes et références ».

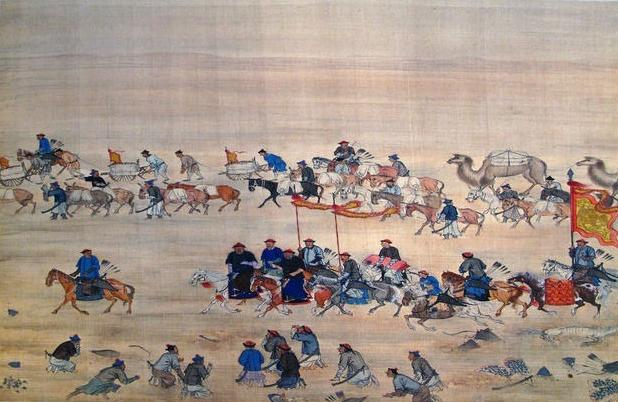
Bataille d'Oulan Boutang terminant la première guerre Dzoungar-Qing

En 1687, débute la Première guerre Dzoungar-Qing.
Il conquiert la Mongolie des Khalkhas en 1688 et fait fuir Zanabazar, le Ier Jebtsundamba Khutuktu, chef spirituel des gelugpa mongols.
Son neveu, Tsewang Rabtan profite du départ en campagne de Galdan pour rallier des troupes et sort vainqueur d'une bataille contre ce dernier en 1689. Il prend la tête du Khanat dzoungar à sa mort.
L'empereur Qing Kangxi de la dynastie Qing mandchoue contrôlant la Chine, sort victorieux de la première guerre Dzoungar-Qing, grâce à l'aide des Khalkhas devenus ses alliés à la bataille d'Oulan Boutoung (3 septembre 1690, en Mongolie-Intérieure).
Plutôt que d'être tué par les Mandchous ou son neveu, il préféra se suicider en absorbant du poison le 23 avril 1697, d'après un rapport du général Bao Fei Yangu du 20 mai 1697.